# IK-код
IK-код — это международная числовая классификация степеней защиты, обеспечиваемых корпусами электрооборудования от внешних механических воздействий. Он определяет устойчивость оболочек (корпусов) электрооборудования к механическим воздействиям (удары).
Описан в IEC 62262:2002 "Степени защиты электрического оборудования, обеспечиваемые оболочками, защищающими от внешних механических ударов (код IK)"
IK код был первоначально определён в Европейском стандарте BS EN 50102 (1995 г., с поправками 1998 г.). 
После принятия IK-кода в качестве международного стандарта в 2002 году европейский стандарт был перенумерован в EN 62262.
Стандарт задаёт способы испытания корпуса: тесты, атмосферные условия, количество воздействий (5), их распределение и размер, стиль, материал, размеры и др. различных типов молотков, используемых для создания требуемого уровня энергии.
| Код IK | Энергия удара (Дж) | Условия испытаний                            |
| ------ | ------------------ | -------------------------------------------- |
| 00     | Защита отсутствует |                                              |
| 01     | 0,15 Дж            | Воздействие менее 1 Дж                       |
| 02     | 0,2 Дж             |                                              |
| 03     | 0,35 Дж            |                                              |
| 04     | 0,5 Дж             |                                              |
| 05     | 0,7 Дж             |                                              |
| 06     | 1 Дж               | падение груза весом 500 грамм с высоты 20 см |
| 07     | 2 Дж               | падение груза весом 500 грамм с высоты 40 см |
| 08     | 5 Дж               | падение груза весом 1,7 кг с высоты 29,5 см  |
| 09     | 10 Дж              | падение груза весом 5 кг с высоты 20 см      |
| 10     | 20 Дж              | падение груза весом 5 кг с высоты 40 см      |

## Характеристики используемых молотков
| IK код                       | IK00 | IK01 - IK05 | IK06      | IK07   | IK08   | IK09   | IK10   |
| ---------------------------- | ---- | ----------- | --------- | ------ | ------ | ------ | ------ |
| Энергия удара (Дж)           | *    | <1          | 1         | 2      | 5      | 10     | 20     |
| R, мм (Радиус зеркала бойка) | *    | 10          | 10        | 25     | 25     | 50     | 50     |
| Материал бойка               | *    | полиамид1   | полиамид2 | сталь2 | сталь2 | сталь2 | сталь2 |
| Масса,КГ                     | *    | 0.2         | 0.5       | 0.5    | 1.7    | 5      | 5      |
| Молоток маятникового типа    | *    | Да          | Да        | Да     | Да     | Да     | Да     |
| Рессорный молоток            | *    | Да          | Да        | Да     | Нет    | Нет    | Нет    |
| Свободное падение молотка    | *    | Нет         | Нет       | Да     | Да     | Да     | Да     |

* не защищены по стандарту
1. R100 твердости по методу Роквелла в соответствии с ISO 2039/2
2. Fc 490-2, по методу Роквелла в соответствии с ISO 1052